# Oposição Unificada
Oposição Unificada foi um fração dentro do Partido Comunista, constituída em 1926, que reuniria os antigos membros da Oposição de Esquerda  (também chamada Oposição de 1924, liderada por Trotski, Preobrajenski, Radek, entre outros), que conta com a incorporação à oposição de lideranças do Partido, como Kruspkaia (viúva de Lênin), e do grupo zinovievista (liderados por Zinoviev e Kamenev).
Polemizam com as teses de Bukharin (então aliado de Stálin) — em torno ao "socialismo em um só país", à transição gradual ao socialismo, ao incentivo ao kulaks e ao fortalecimento e continuação da NEP — e reivindicavam a ampliação da democracia no Partido e no Estado, o fortalecimento do planejamento e das indústrias e combatiam a degeneração burocrática da URSS. 

## Reivindicações da Oposição
Para o grupo trotskista-zinovievista, a economia soviética estaria sendo crescentemente ameaçada pela expansão do capital privado, pela união do kulak com os burocratas do Partido e dos sovietes. Haveria o risco de uma degenerescência burocrática, já denunciada por Lênin antes de sua morte.  A oposição reclamava o aumento do ritmo de industrialização, com prioridade para a indústria pesada, o combate ao kulak e ao nepmen. Reivindicava também aumento dos salários operários, mudanças no sistema de impostos de modo a taxar mais fortemente os camponeses ricos e a "nova burguesia". No plano partidário, a Oposição reclamava a democracia interna, a liberdade de discussão e o direito de formação de facções(volta do centralismo democrático).

## A derrota da Oposição
Em dezembro de 1926, no XIV Congresso do Partido, a oposição foi inteiramente derrotada. Em 12 de fevereiro de 1927, na Conferência Extraordinária do Partido, Zinoviev foi removido da direção de Leningrado e, em julho foi expulso do Bureau Político e afastado da direção da Internacional Comunista. Em outubro foi a vez de Trotsky e Kamenev serem afastados do Bureau Político. No ano seguinte, neste mesmo mês, Zinoviev e Trotsky foram afastados do Comitê Central e em novembro foram expulsos do Partido. No XV Congresso, em dezembro de 1927, a oposição zinovievista-trotskista estava desbaratada pela maioria bukharinista-stalinista e, em janeiro, Trotsky foi exilado para Alma-Ata.